# Tournai
Tournai [turné] (nizozemsky Doornik, latinsky Tornacum) je obec a město v belgické provincii Henegavsko na západě Valonska.
Leží na řece Šeldě 85 km od Bruselu a 25 km od francouzského města Lille. S rozlohou 213,75 km² je Tournai největší obcí v Belgii.
Počet obyvatel činí 69 756 (údaj k 1. lednu 2015).

## Historie
Spolu s Arlonem a Tongerenem je Tournai jedním z nejstarších měst Belgie. Pod názvem Turnacus existovalo již v dobách Římanů. Procházely jím obchodní cesty, z nichž nejdůležitější vedly z Arrasu do Frasne a z Boulogne-sur-Mer do Bavay a dále směrem na Kolín nad Rýnem nebo na Remeš a Lyon.
Roku 432 se Tournai stalo součástí říše sálských Franků. Za vlády králů Childericha I. a Chlodvíka I. z dynastie Merovejců bylo Tournai hlavním městem franské říše a bylo zde založeno biskupství. V 9. století došlo k rozpadu Franské říše a Tournai se stalo součástí flanderského hrabství, které bylo závislé na francouzském království. Od roku 1187 bylo Tournai přímo podřízené Francii. Po ekonomické stránce se městu dařilo, největšího rozvoje se dočkalo v 15. století díky obchodu s textilem a výrobě nástěnných koberců. Pod francouzskou nadvládou zůstalo Tournai do roku 1513, kdy jej dobyl anglický král Jindřich VIII. Tudor (Tournai je jediné belgické město, které se kdy ocitlo pod vládou Anglie).

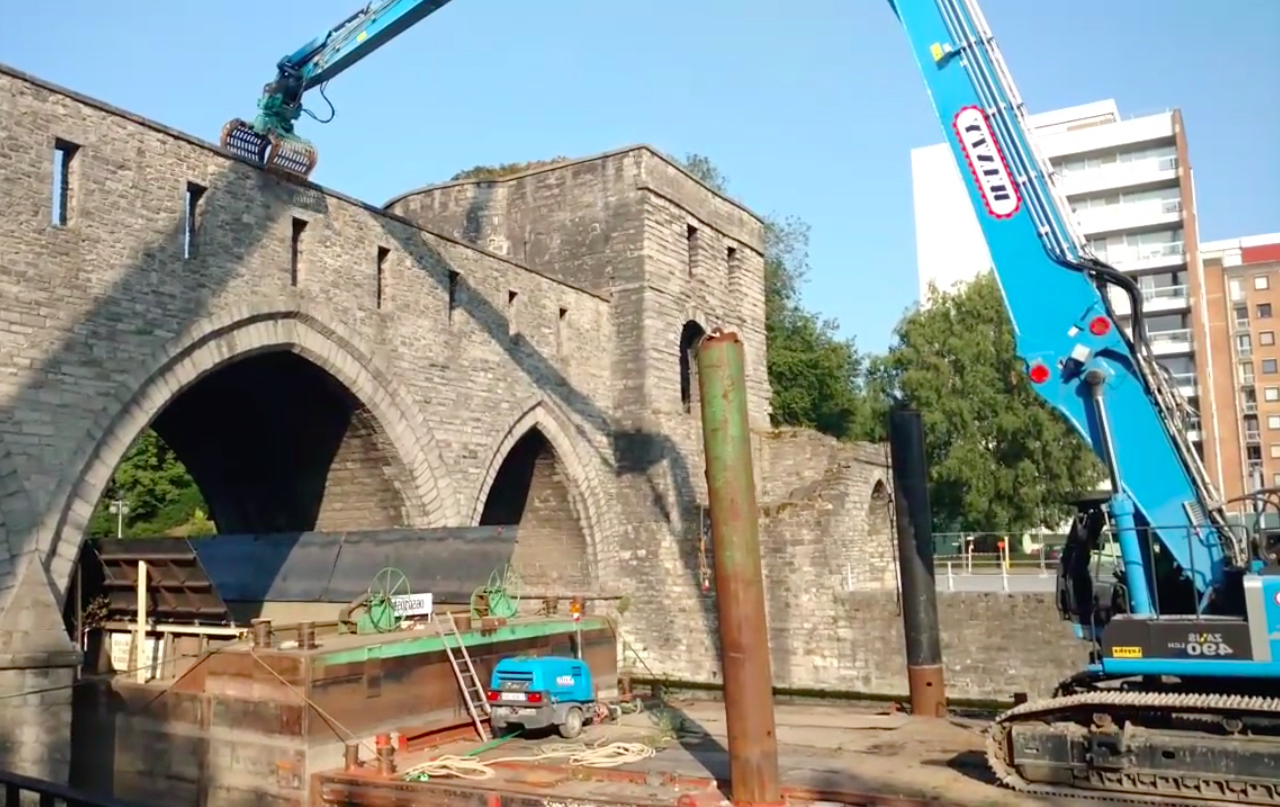
Zahájení demolice mostu Pont des Trous na snímku z 2. srpna 2019

Roku 1521 se Tournai stalo součástí Španělského Nizozemí, které patřilo Karlu V. 16. století bylo obdobím ekonomického úpadku a náboženských konfliktů mezi katolíky a protestanty. Protestanti plenili církevní budovy a způsobili mnoho škod na katedrále, kostelech a klášterech. Nakonec roku 1581 Tournai po dlouhém obléhání dobyl španělský místodržitel v Nizozemí Alexandr Farnese, a obyvatelé protestantského vyznání byli nuceni město opustit. Roku 1667 se Tournai zmocnil Ludvík XIV. a město patřilo Francouzům až do války o španělské dědictví. Tato válka skončila Utrechtskou smlouvou, která přiřkla Španělské Nizozemí rakouským Habsburkům. V letech 1815–1830 bylo Tournai (stejně jako celá dnešní Belgie) součástí Spojeného království nizozemského a roku 1830 došlo k osamostatnění Belgie.
Během obou světových válek bylo město silně poškozeno německými okupanty. Za první světové války na území obce Tournai probíhaly boje mezi francouzskými a německými vojsky a byly zničeny všechny mosty kromě mostu Pont des Trous. Druhá světová válka měla na Tournai ještě tvrdší dopad než první. Od 16. do 20. května 1940 bylo centrum města bombardováno. V důsledku bombardování zemřelo nebo bylo zraněno 250 lidí a došlo k výrazným škodám na budovách – 1732 z nich bylo zničeno a 3500 silně poškozeno.

## Významné budovy
V Tournai se nacházejí dvě stavby, které figurují na seznamu světového dědictví UNESCO, a sice strážní věž beffroi (od roku 1999) a katedrála Notre-Dame (od roku 2000).
- Katedrála Notre-Dame je známá pěti zvonicemi, z nichž čtyři jsou bez zvonu. Byla vybudována ve 12. století v románském slohu; její kůr je gotický a pochází ze 13. stol. Na místě dnešní katedrály stály dříve chrám ze 6. stol. a karolínská bazilika, vybudovaná kolem roku 850.
- Strážní věž (beffroi) v Tournai je nejstarší strážní věží v Belgii. Její stavba započala kolem roku 1200; v letech 1992–2002 prošla její 70 m vysoká věž kompletní rekonstrukcí. Na seznamu světového dědictví je společně s dalšími 56 zvonicemi v Belgii a Francii.

Některé další významné budovy a stavby v Tournai:
- radnice, která byla zřízena v budově bývalého benediktinského opatství sv. Martina
- gotický most Pont des Trous z přelomu 13. a 14. století přes řeku Šeldu. (Počátkem srpna 2019 byla přes protesty veřejnosti zbořena středová část historického mostu, aby byla uvolněna cesta pro plavbu větších lodí.[2] Kontroverzní likvidace významné památky vzbudila negativní ohlasy mezi odborníky i veřejností v řadě zemí světa, včetně České republiky).[3]
- budova Muzea krásných umění (Musée des Beaux-Arts), kterou navrhl secesní architekt Victor Horta

## Slavní obyvatelé a rodáci
- Barthélemy Charles Joseph Dumortier, botanik
- Camille Laus, atletka

## Fotogalerie

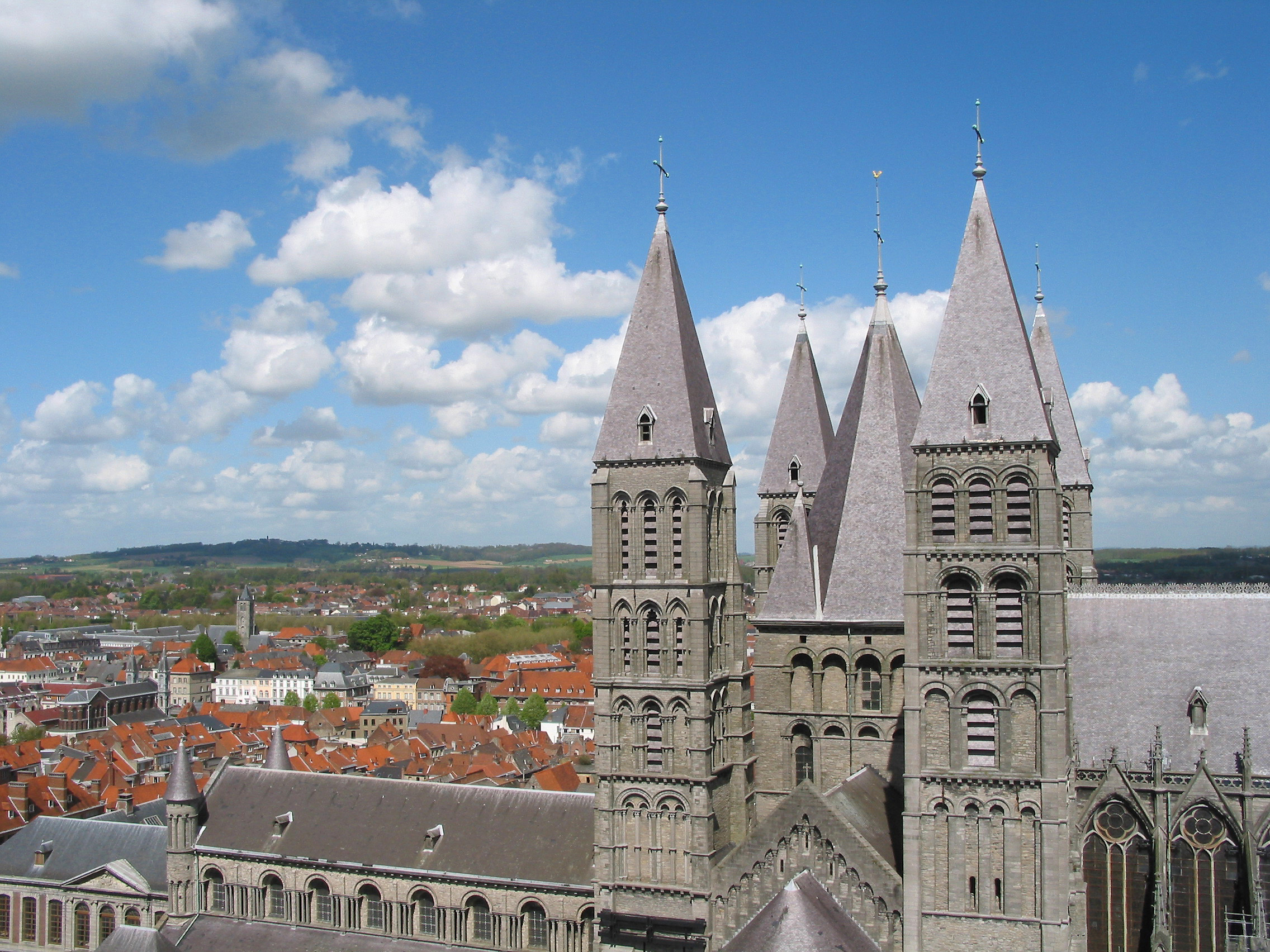
Katedrála Notre-Dame
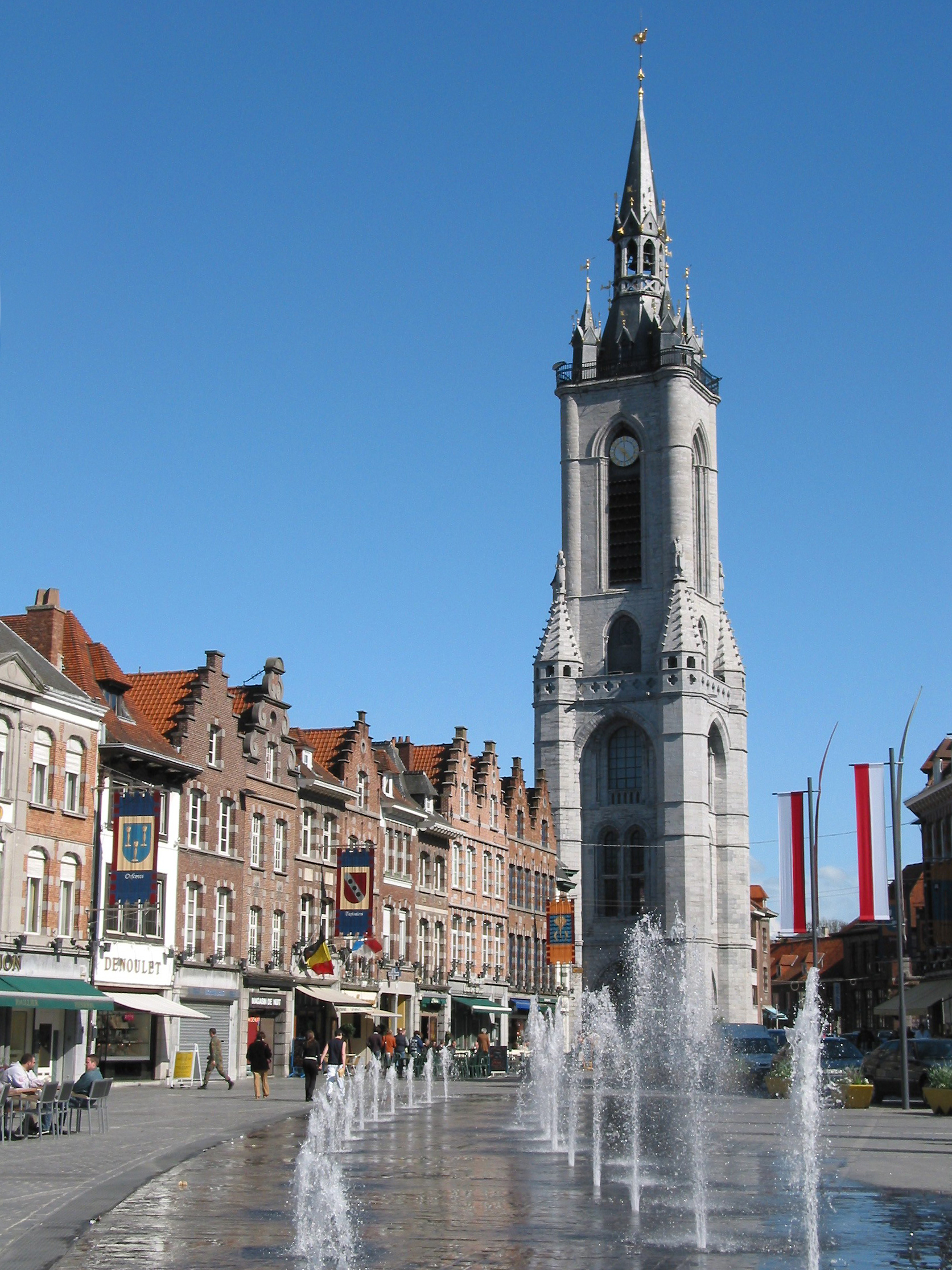
Náměstí Grand-Place s věží beffroi
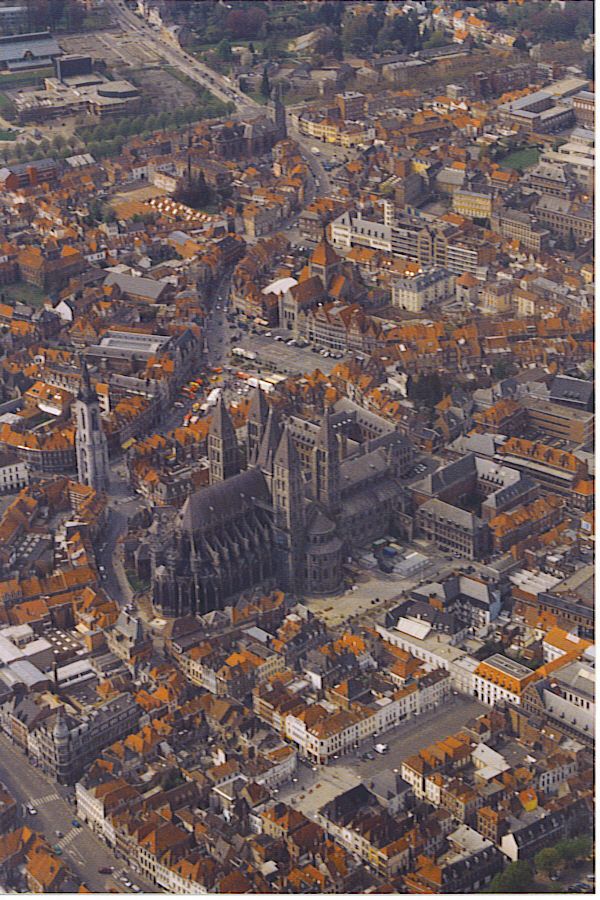
Pohled na město z ptačí perspektivy
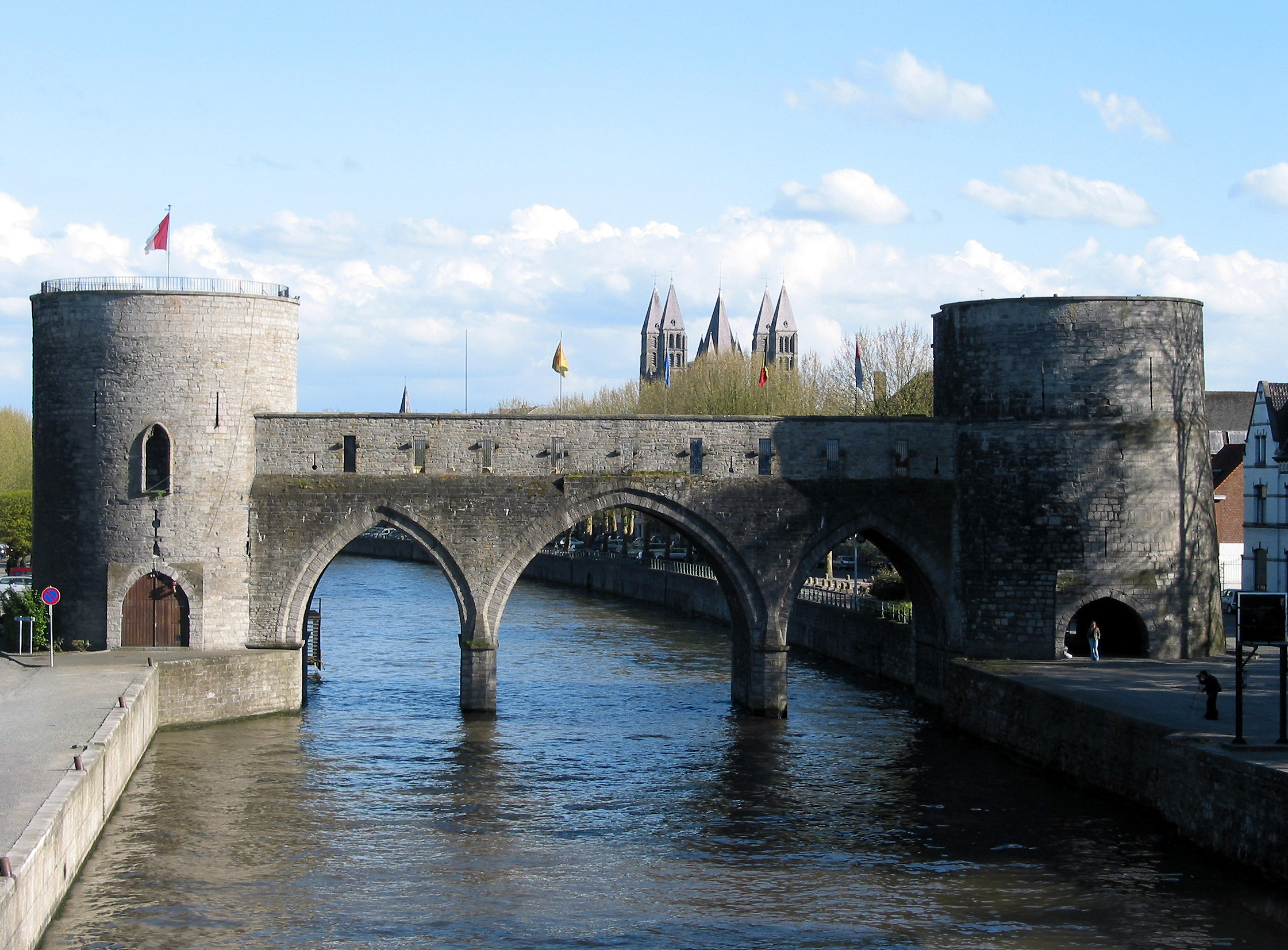
Most Pont des Trous před demolicí